# Viagem interplanetária

Órbita realizada pela sonda NEAR Shoemaker ao redor de 433 Eros em 19 de setembro de 2000, a uma altitude de 100 km.

Por definição, viagem interplanetária é uma viagem espacial realizada entre os corpos celestes de um determinado sistema planetário.

## Realizações alcançadas em viagens interplanetárias
O Programa Apollo da NASA conseguiu colocar doze homens sobre a superfície da Lua e trazê-los de volta à Terra: Apollo 11-17, exceto a 13, ou seja, seis missões, cada qual com três astronautas, dos quais dois desceram até a Lua. Sondas-robôs foram enviadas no passado para todos os planetas do Sistema Solar. As mais distantes sondas no momento, Pioneer 10, Pioneer 11, Voyager 1 e Voyager 2 estão em curso para abandonar o domínio de influência gravitacional do Sol.
Sondas-robôs tais como as Vikings, Pathfinder e os Mars Exploration Rovers também pousaram na superfície de Marte e sondas Venera pousaram no planeta Vênus. O orbitador NEAR Shoemaker pousou com sucesso no asteroide 433 Eros, embora não tenha sido originalmente projetado pensando-se em tal manobra.
- Viagem interplanetária
Fase 1 - partida
- Viagem interplanetária
Fase 2 - aproximação
- Viagem interplanetária
Fase 3 - retorno